# 878 Mildred
878 Mildred este o planetă minoră ce orbitează Soarele, evoluând în centura principală, a fost descoperită la 6 septembrie 1916 de astronomii americani Seth Barnes Nicholson și Harlow Shapley de la Observatorul de la Mount Wilson, cu telescopul Hale.

## Caracteristici
Obiectul prezintă o orbită caracterizată  de o semiaxă majoră egală cu 2,3606552 UA și de o excentricitate de 0,2256204, înclinată cu 2,05978° în raport cu ecliptica.

## Denumirea asteroidului
Denumirea asteroidului este în onoarea fiicei astronomului american Harlow Shapley, Mildred Shapley.